# Kläckeberga kyrka
Kläckeberga kyrka är en kyrkobyggnad i Kläckeberga strax norr om Kalmar. Den är församlingskyrka i Förlösa-Kläckeberga församling inom Växjö stift. Den har varit sockenkyrka i Kläckeberga socken som första gången är omnämnd 1350. En klockstapel står i sydost och skolan intill har numera blivit ett café. I närheten ligger även kyrkbyns gamla småskola och fattigstuga.

## Kyrkobyggnadens historia
Kläckebergas ålderdomliga kyrkobyggnad är en av de märkligaste inom Kalmarsundsregionen och dess arkitektur tyder på att den även varit en "befäst stormannaborg". Den ligger nära Kläckeberga gård som möjligen har förhistoriska anor. På kyrkogården och i dess närhet finns spår av medeltida bebyggelse. Ännu synliga lämningar efter vallar och vattengravar som kringgärdat kyrkan understryker att den under senmedeltiden fungerat som en försvarskyrka. Historiska dokument från 1400-talet uppger att garnisoner har varit förlagda här i samband med upprepande strider om Kalmar och Kalmar slott. Strider förekom vid kyrkan under Engelbrektsfejden på 1400-talet, under unionskonungen Kristian I:s invasion år 1471 och under Dackefejden på 1500-talet. Nils Dacke hade med sin upproriska bondearmé slagit läger i Kläckeberga år 1543, då de fullkomligt oväntat blev anfallna av Gustav Vasas knektar. Många av bönderna blev ihjälslagna eller sårade, resten flydde i panik. Nästa intermezzo skedde när kyrkan brändes 1611 av danskarna under Kalmarkriget.
Kyrkan är byggd av murad sten och består av tre etage: en källarvåning, kyrkorummet och en övervåning kallad "salen". En hypotes är att det funnits ytterligare ett etage med ett skyttevärn ovanpå salens tak, belägg saknas dock. Salens ursprungliga yta med ett flertal manshöga fönsteröppningar ger intrycket av att dess ursprungliga funktion varit som en paradvåning i ett palats. Att dessa fönsteröppningar användes som "skyttegluggar" är ytterligare en teori. Salen har sedermera blivit uppdelad i mindre rum med små fönster, möjligen i samband med att kyrkan togs i anspråk för fortifikatoriska ändamål under senmedeltid.   
I övrigt har kyrkan den traditionella indelningen i långhus, kor och en utmed norra sidan tillbyggd sakristia. I långhuset har tidigare två murade pelare stöttat upp de två ursprungliga stenvalven. Dessa revs 1760 och ersattes med brädvalv som försågs med dekorativa takmålningar. 
Koret, med en halvrund form och tornliknade överdel, är från 1690-talet; vissa ändringar genomfördes 1834. Spår efter ett ännu äldre kor syns inne i kyrkorummets väggar. Kyrkoporten är liksom korets mindre port ovanligt högt placerade på sydsidan. Portarnas trösklar ligger i samma nivå som det innanför belägna kyrkorummet.

## Arkeologiska utgrävningar
På 1930-talet genomfördes i samband med en restaurering en mer grundlig undersökning av kyrkan under ledning av Harald Åkerlund. Under kyrkorummet påträffades en med rivningsmassor igenfylld källarvåning samt rester av en trappa som ledde dit ner. När källarvåningen grävdes ut kunde man konstatera att den varit indelad i två rum. En eldstad fanns i det mindre östra rummet medan det västra större rummet hade varit upplyst av små ljusgluggar. Källarvåningens rumsindelning med en mellanvägg återkommer i det övre kyrkorummets uppdelning i kor och långhus. Man gjorde även en analys av övervåningens murverk. Bland annat påträffades en del mynt i källarvåningem, det äldsta från cirka 1300.
År 1940 undersöktes även resterna av en gårdsbebyggelse omedelbart norr om kyrkan. Spår av fyra byggnader kunde påvisas som låg parallellt med kyrkan. Två av dessa var byggda av sten. Husen som låg innanför vallarna raserades under 1300-talets senare hälft. Fynden i övrigt bestod av keramik och metallföremål som daterades till mellan 1200- och 1400-tal.
Utgrävningar gjordes också senare av Kläckebergas yttre gårdstomt på 1980-talet i samband med att kyrkogården skulle utvidgas och man hittade även där keramik och diverse byggrester efter den medeltida gården. Även spår från yngre järnåldern påträffades, eftersom ett vikingatida gravfält då kom i dagen.
Fynd från arkeologiska utgrävningar och forskning talar för att Kläckeberga kyrka sannolikt uppfördes under 1200-talet som ett residens i anslutning till en gårdsanläggning. Den borglika byggnadens mellersta våning var sannolikt från början inrättad som kyrkorum. För det talar fynd av fragment av en dopfunt daterad till 1200-talet, som antyder att man redan från början hade doprättigheter.

### Inventarier
Eftersom kyrkan brändes 1611 saknas alla äldre inventarier från tiden dessförinnan, och det äldsta föremålet antas vara ett altarskåp från tidigt 1600-tal. Därtill finns en altartavla från 1616 som är målad av den tyske konstnären Herman Hahn. Den har ursprungligen hängt i Storkyrkan i Stockholm. Ytterligare en målning som föreställer "Herdarnas tillbedjan" har tillkommit av Abraham Cronhiort. De tidigare nämnda takmålningarna är utförda av Anders Georg Wadsten 1766. Predikstolen i rokoko från 1764 är tillverkad av Jonas Berggren.

## Orgel
- 1866 byggdes en orgel med 4 stämmor.
- 1897 byggde E A Setterquist & Son, Örebro, en orgel med 9 stämmor till kyrkan.
- Den nuvarande orgeln är byggd 1958 av Olof Hammarberg, Göteborg. Orgeln är mekanisk och fasaden är från 1897 års orgel.

| Huvudverk I  | Svällverk II      | Pedal        | Koppel |
| Gedakt 8’    | Rörflöjt 8’       | Subbas 16’   | I/P    |
| Principal 4’ | Flöjt 4’          | Gedackt 8’   | II/P   |
| Hålflöjt 4’  | Kvintadena 4’     | Oktava 4'    | II/I   |
| Gemshorn 2’  | Principal 2’      | Nachthorn 2' |        |
| Mixtur 4 ch  | Sesquialtera 2 ch | Dulcian 16'  |        |
| Skalmeja 8'  | Scharf 2 ch       |              |        |
|              | Tremulant         |              |        |
|              | Crescendosvällare |              |        |

## Bildgalleri

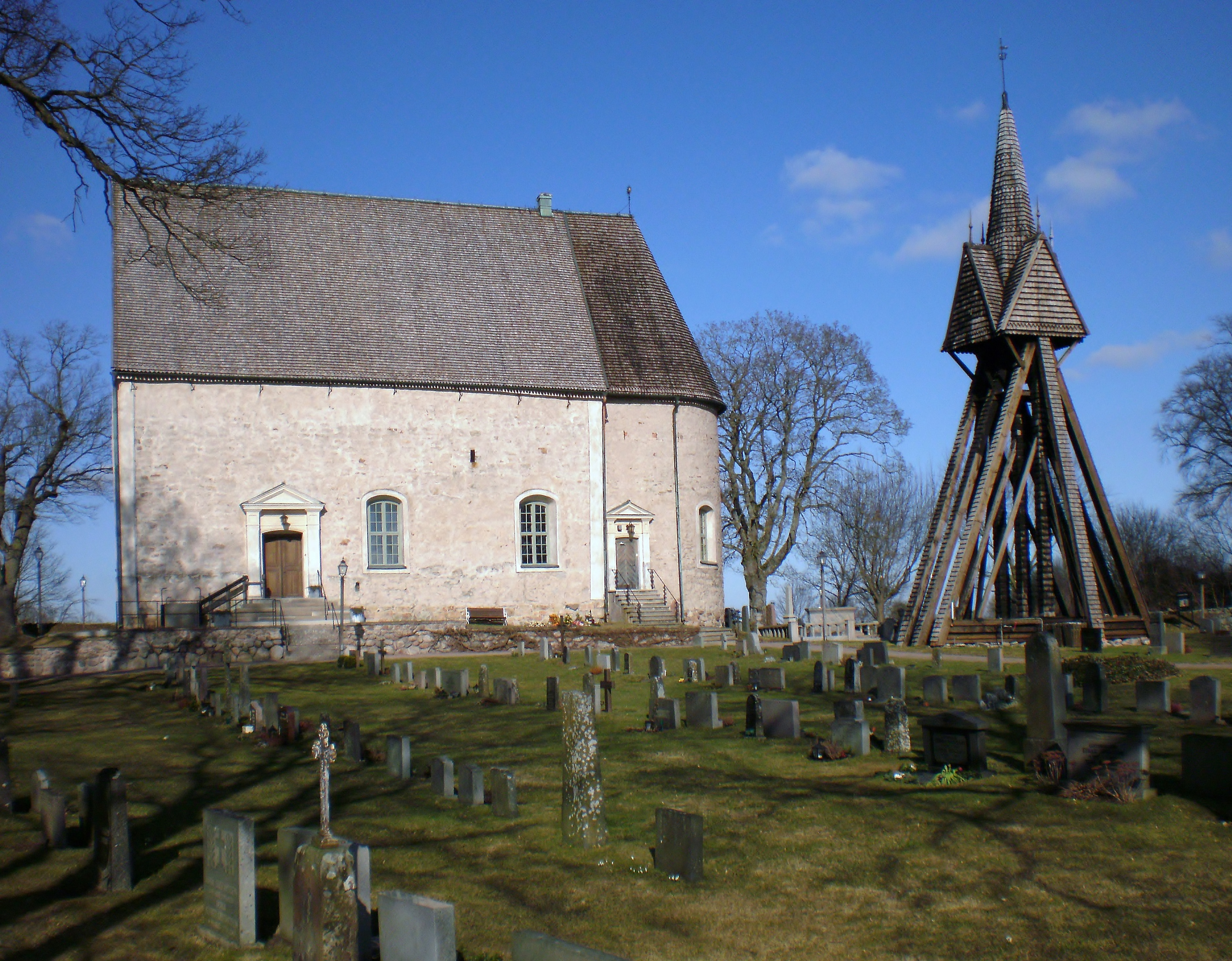
Kyrkan med klockstapeln
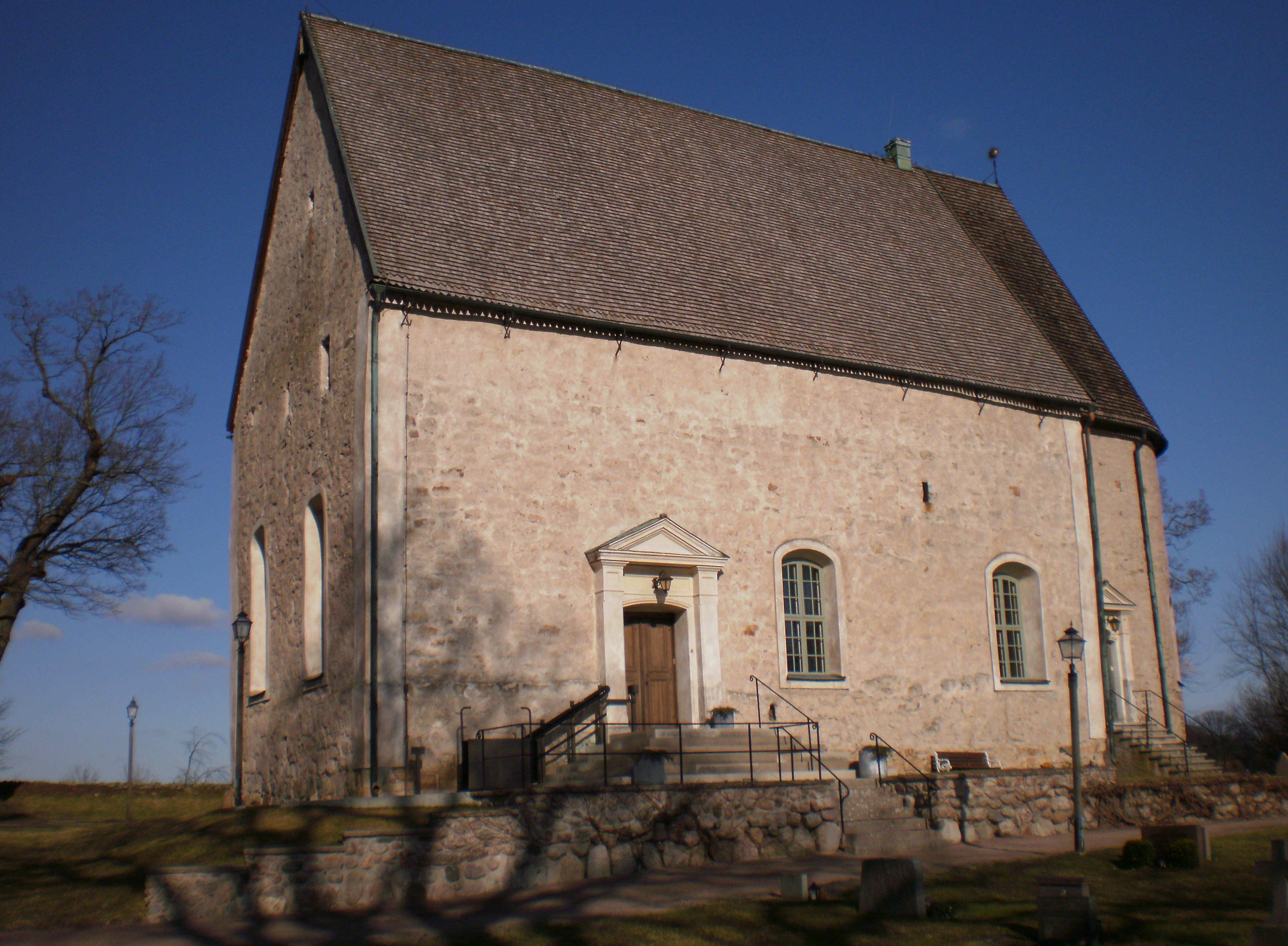
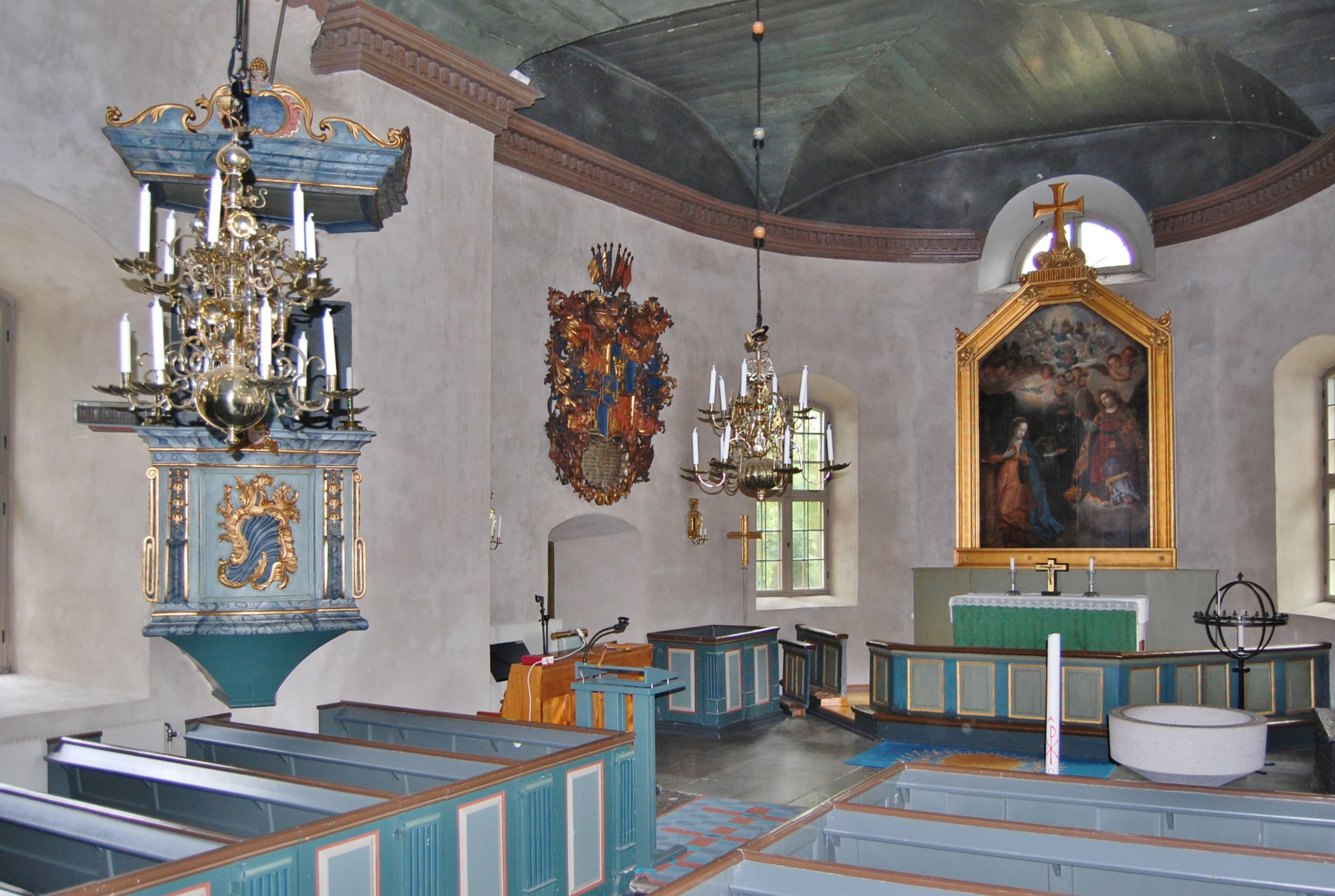
Koret
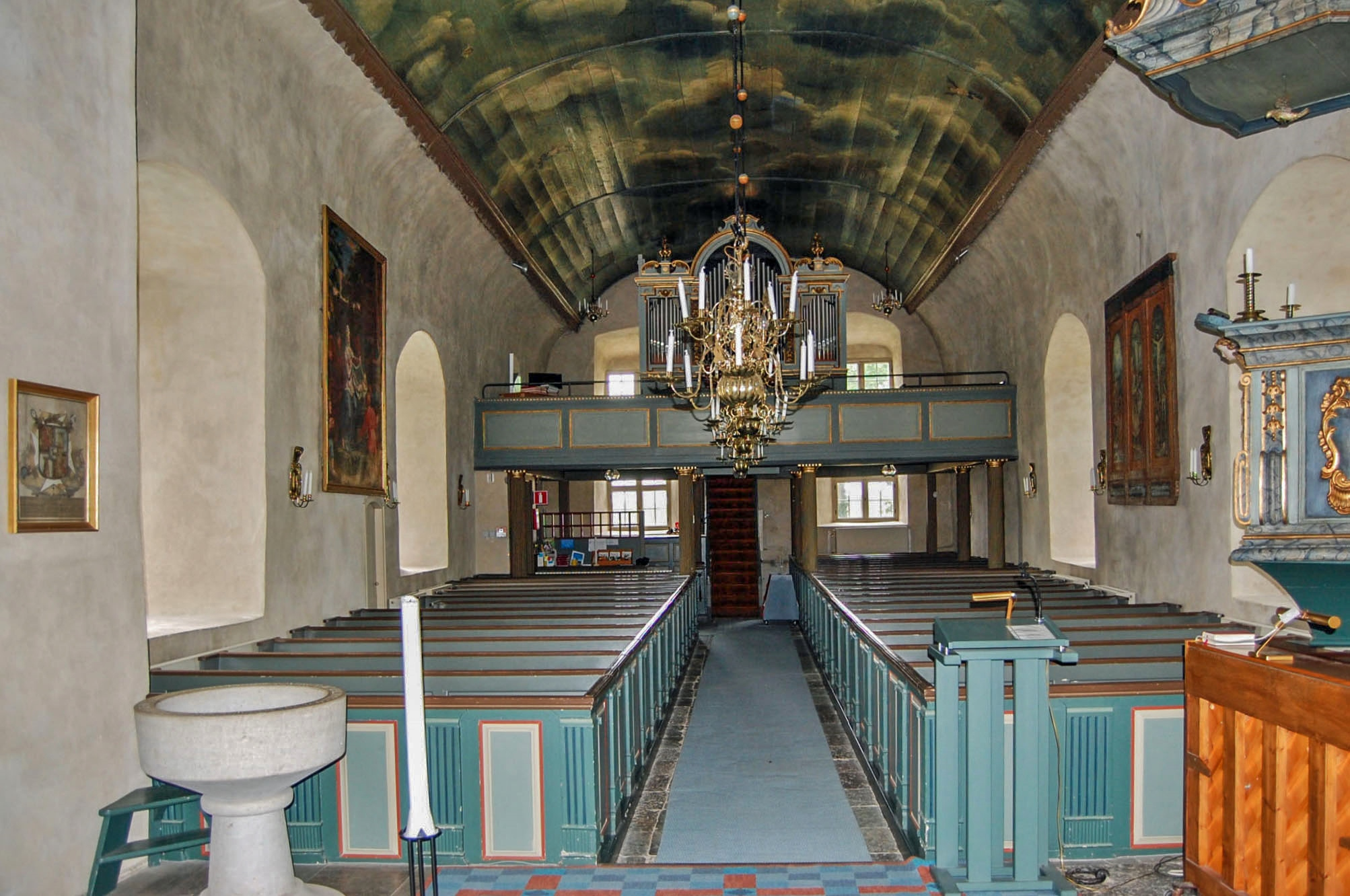
Kyrkorummet mot väster
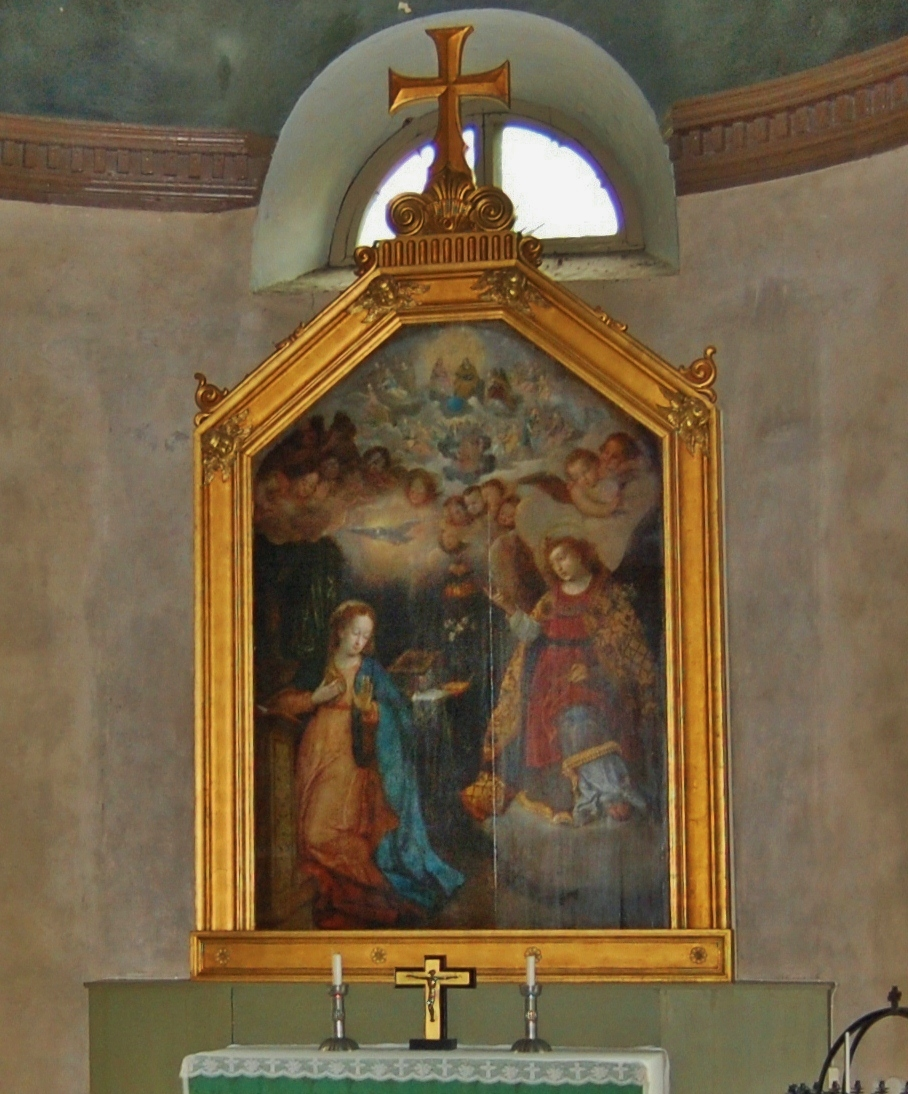
Bebådelsen. Herman Hans altartavla från 1616
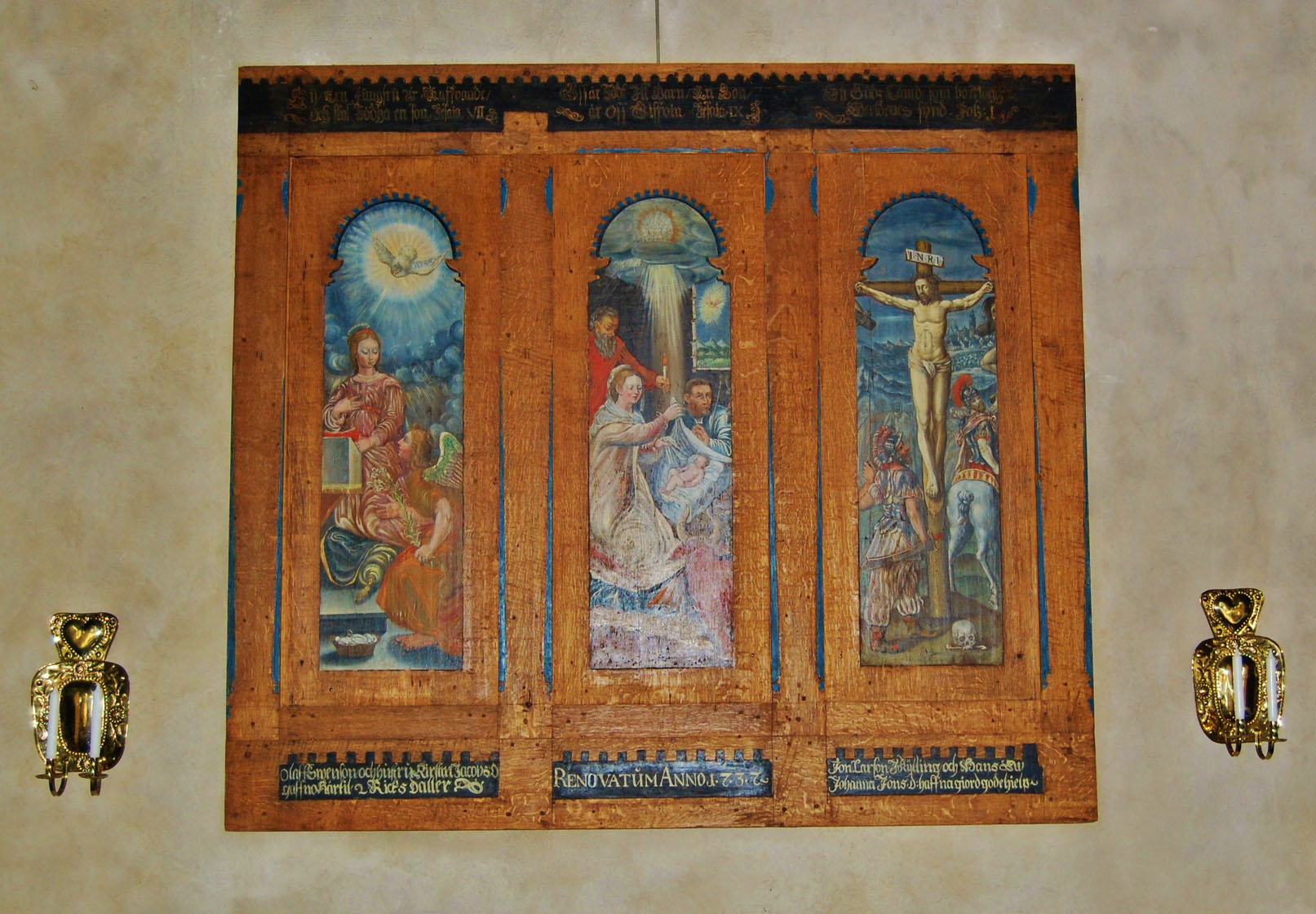
Altarskåp från 1600-talet med motiv: Bebådelsen, Födelsen och Korsfästelsen
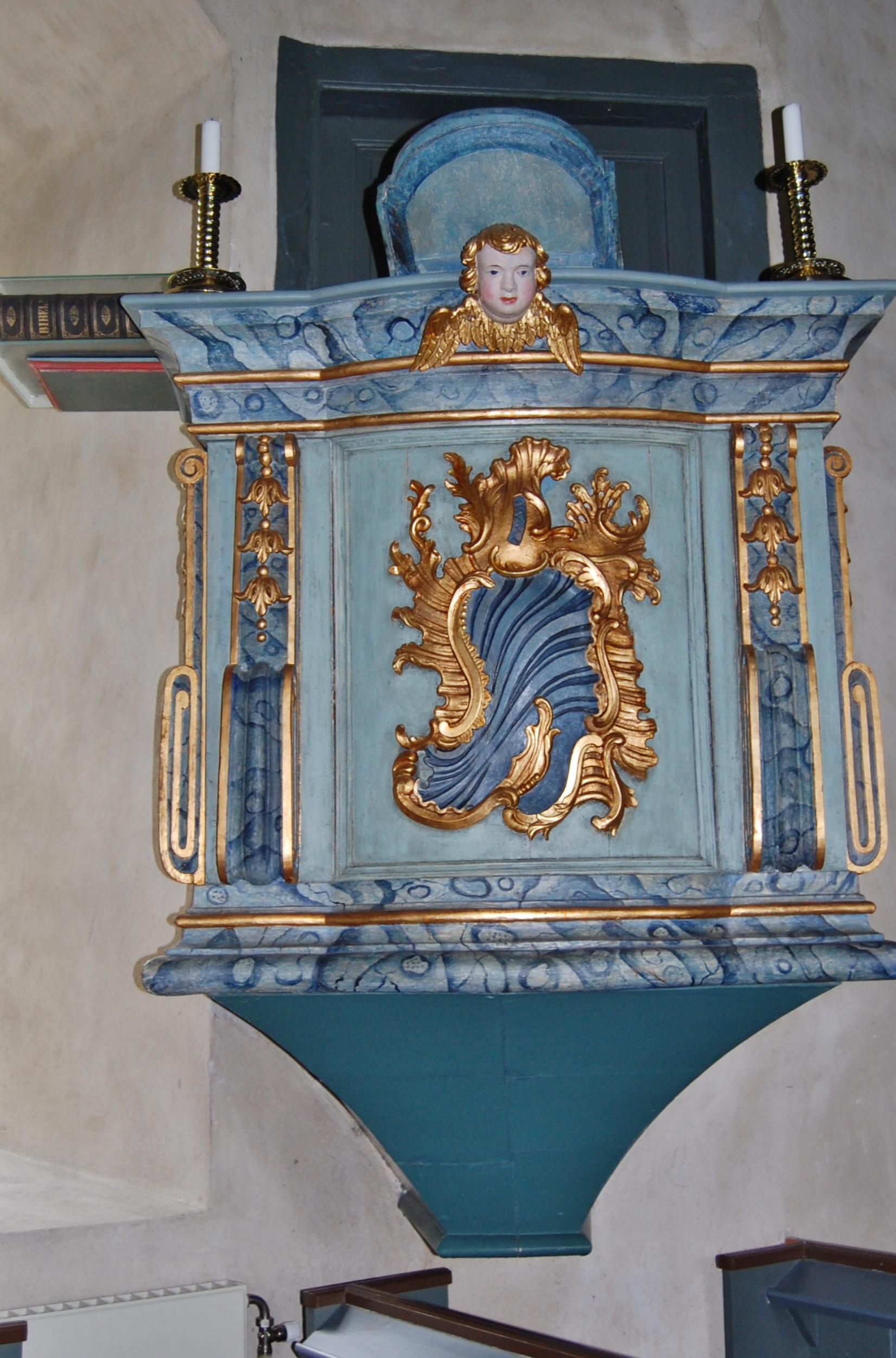
Predikstolen snidad av Jonas Berggren 1764
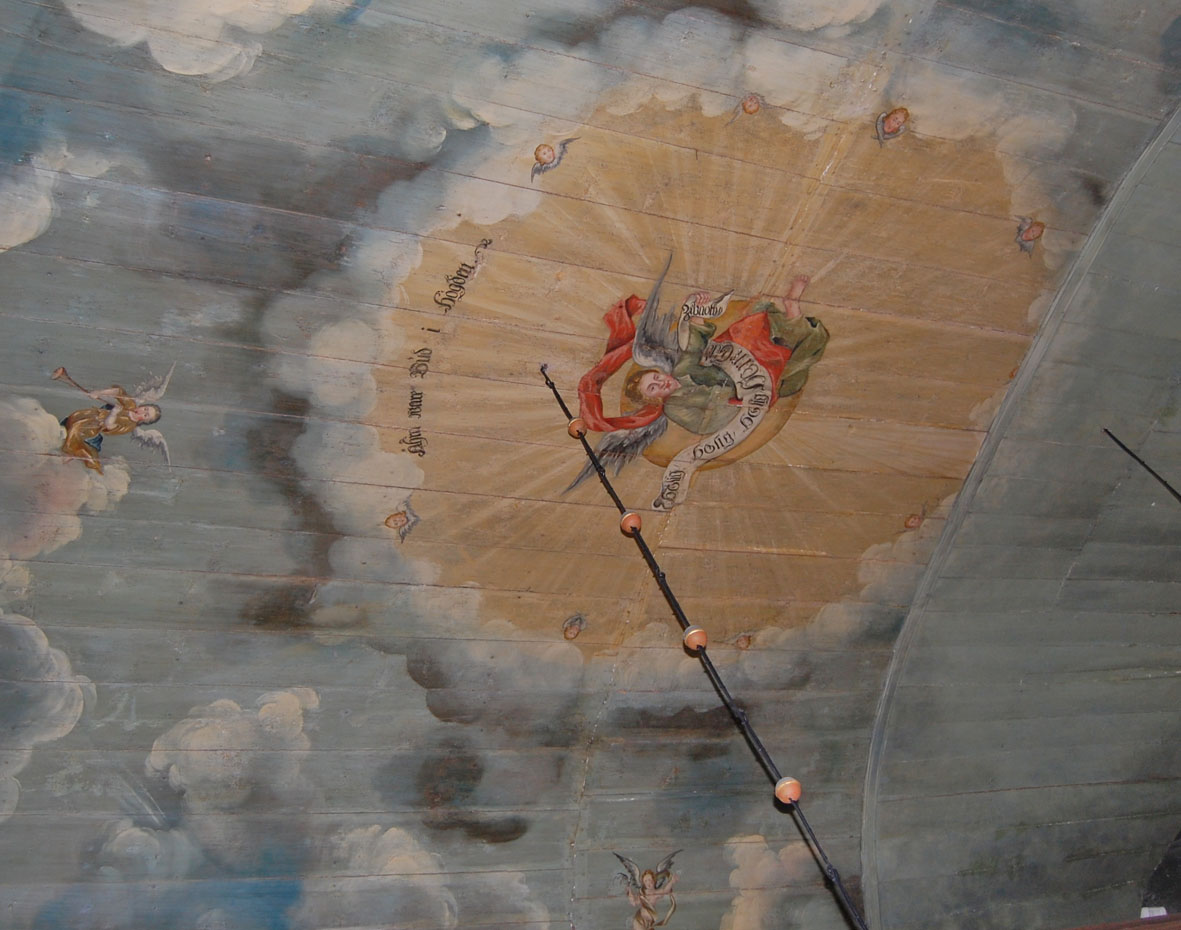
Takmålning utförd 1766 av A. G. Wadsten
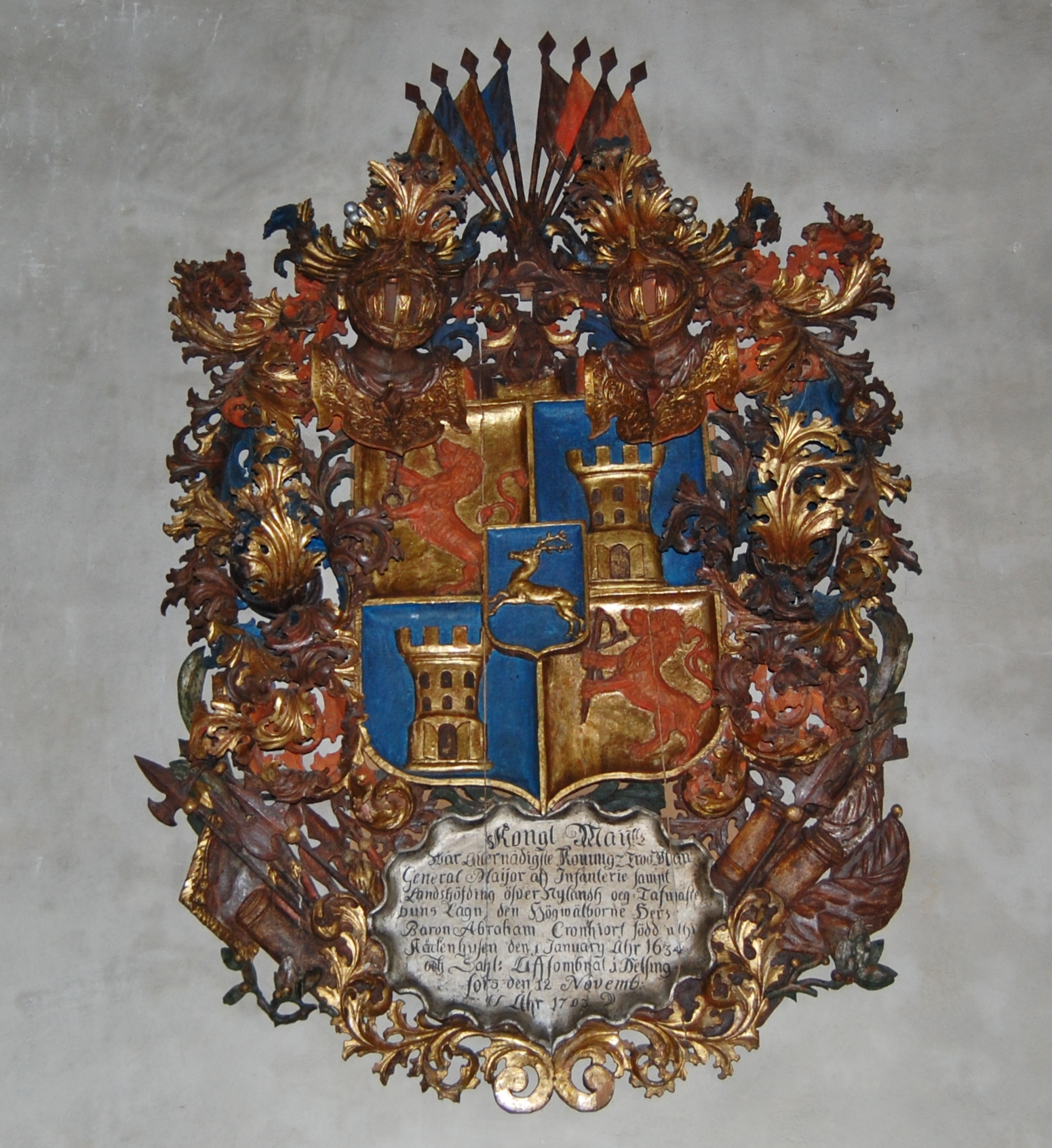
Begravningsvapen över Baron Abraham Cronhiort
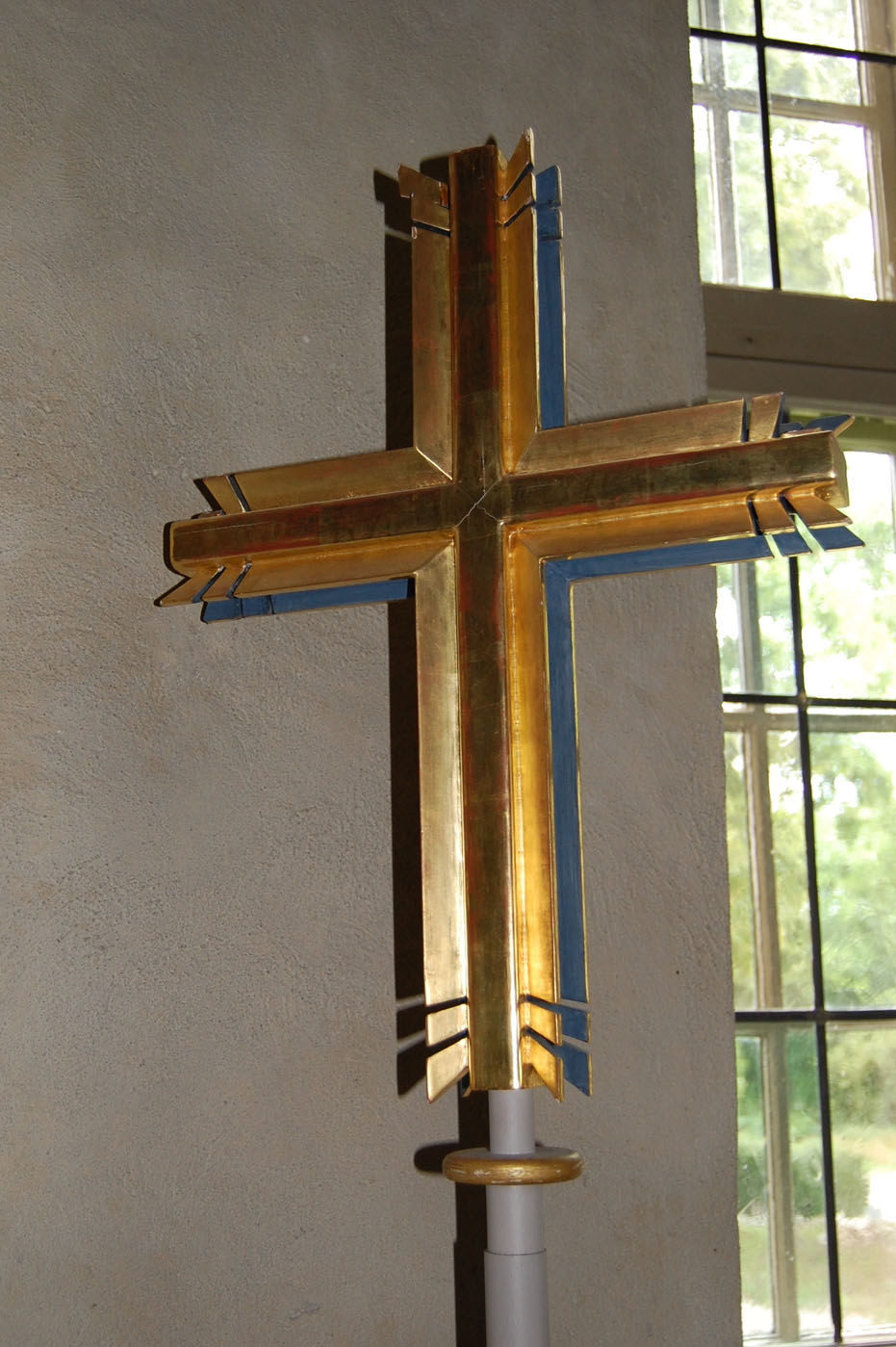
Processionskrucifix
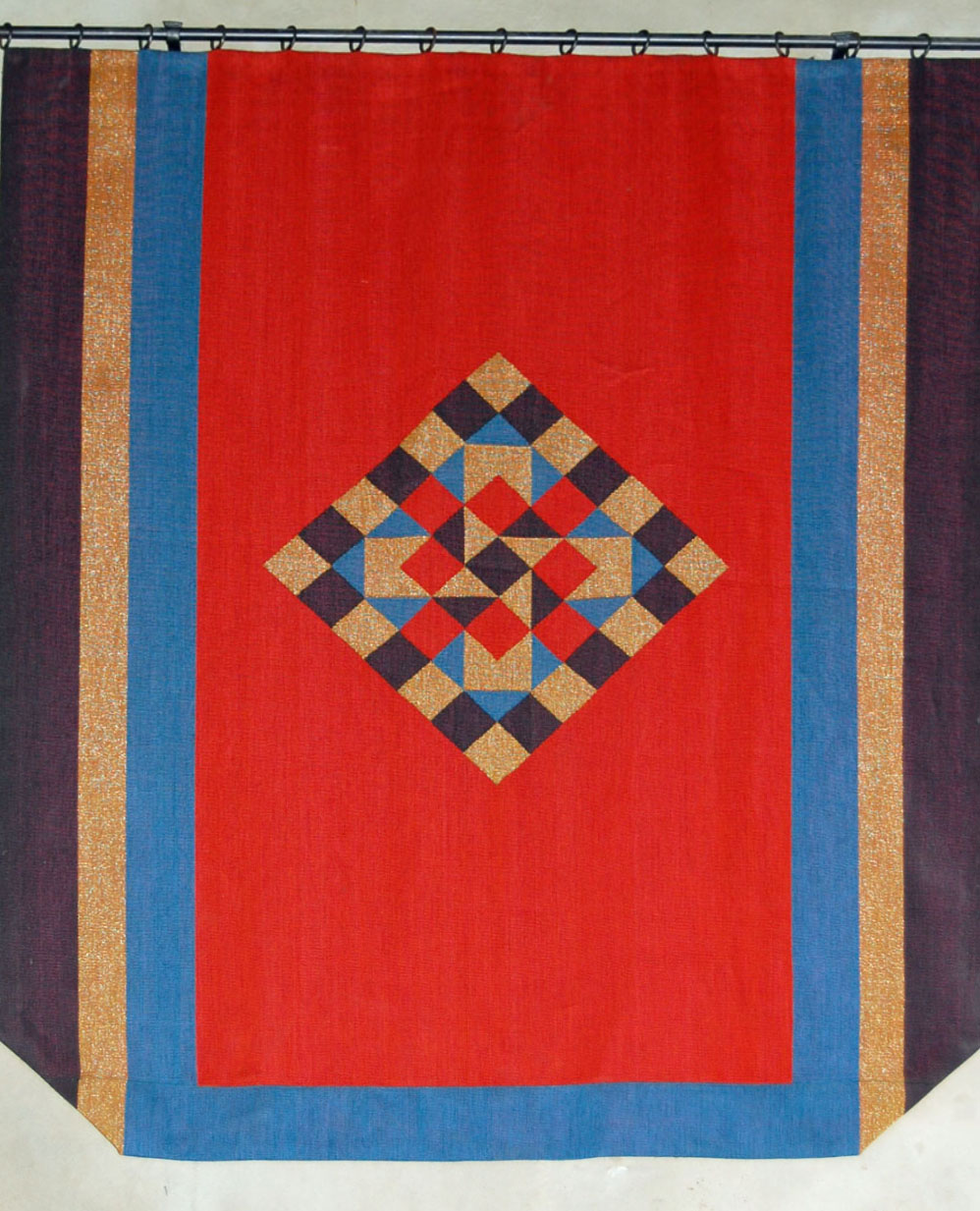
Vävnad utförd av professor Edna Martin